# سماش باركر
سماش باركر (بالإنجليزية: Smush Parker)‏ مواليد 1 يونيو 1981 في بروكلين، هو لاعب كرة سلة أمريكي بدأ مسيرته الاحترافية في سنة 2002. يبلغ طوله 6 قدم 4 بوصة (1.9 م).

## فرق لعب لها
- كليفلاند كافالييرز
- ديترويت بيستونز
- فينيكس صنز
- لوس أنجلوس ليكرز
- ميامي هيت
- لوس أنجلوس كليبرز

## إحصائيات المسيرة

### الموسم الاعتيادي
| السنة   | الفريق             | لعب | بدأ | دقيقة | ميداني% | ثلاثية | حرة  | ارتداد | صنع | استلاب | تصدي | نقطة |
| ------- | ------------------ | --- | --- | ----- | ------- | ------ | ---- | ------ | --- | ------ | ---- | ---- |
| 2002–03 | كليفلاند كافالييرز | 66  | 18  | 16.7  | .402    | .322   | .831 | 1.8    | 2.5 | .7     | .2   | 6.2  |
| 2004–05 | ديترويت بيستونز    | 11  | 1   | 10.0  | .393    | .222   | .692 | .8     | 1.0 | .3     | .0   | 3.0  |
| 2004–05 | فينيكس صنز         | 5   | 0   | 6.8   | .467    | .250   | .000 | .6     | .8  | .4     | .0   | 3.0  |
| 2005–06 | لوس أنجلوس ليكرز   | 82  | 82  | 33.8  | .447    | .366   | .694 | 3.3    | 3.7 | 1.7    | .2   | 11.5 |
| 2006–07 | لوس أنجلوس ليكرز   | 82  | 80  | 30.0  | .436    | .365   | .646 | 2.5    | 2.8 | 1.5    | .1   | 11.1 |
| 2007–08 | ميامي هيت          | 9   | 0   | 20.3  | .315    | .250   | .750 | 2.1    | 1.7 | .6     | .3   | 4.8  |
| 2007–08 | لوس أنجلوس كليبرز  | 19  | 2   | 21.5  | .362    | .222   | .667 | 1.7    | 3.6 | 1.0    | .2   | 6.4  |
| المسيرة |                    | 274 | 183 | 25.8  | .426    | .345   | .708 | 2.4    | 2.9 | 1.2    | .2   | 9.0  |

### التصفيات
| السنة   | الفريق           | لعب | بدأ | دقيقة | ميداني% | ثلاثية | حرة   | ارتداد | صنع | استلاب | تصدي | نقطة |
| ------- | ---------------- | --- | --- | ----- | ------- | ------ | ----- | ------ | --- | ------ | ---- | ---- |
| 2006    | لوس أنجلوس ليكرز | 7   | 7   | 36.9  | .333    | .154   | 1.000 | 3.0    | 1.6 | 2.1    | .1   | 8.9  |
| 2007    | لوس أنجلوس ليكرز | 5   | 0   | 11.8  | .154    | .167   | 1.000 | 1.4    | .6  | .6     | .2   | 1.8  |
| المسيرة |                  | 12  | 7   | 26.4  | .306    | .156   | 1.000 | 2.3    | 1.2 | 1.5    | .2   | 5.9  |

## روابط خارجية
- سماش باركر على موقع إن بي أي (الإنجليزية)
- سماش باركر على موقع سبورتس رفرنس (الإنجليزية)
- سماش باركر على موقع كرة السلة الأوروبية.كوم (الإنجليزية)
- سماش باركر على موقع كلية كرة السلة في سبورتس رفرنس.كوم (الإنجليزية)
- سماش باركر على موقع ريلجم (الإنجليزية)
- سماش باركر على موقع بروبوليرز (الإنجليزية)
- سماش باركر على موقع سبورتس رفرنس (الإنجليزية)
- سماش باركر على موقع سبورتس رفرنس (الإنجليزية)